# Munizip Misrata
Misrata (arabisch مصراتة, DMG Miṣrāta) ist ein Munizip, das im Nordwesten der Libysch-Arabischen Republik liegt. Hauptstadt des Munizips ist die gleichnamige Großstadt Misrata.

## Geographie
In der historischen Region Tripolitanien grenzt sich das Munizip an der Küste an das Mittelmeer bzw. die Große Syrte.
Landseitig grenzt es:
- im Südosten an das Munizip Surt
- im Südwesten an das Munizip al-Dschabal al-Gharbi
- im Nordwesten an das Munizip al-Murgub

## Geschichte
Bis 2007 bestand das Munizip im Wesentlichen aus der Stadt Misrata und ihrem Umland, ehe es mit dem Munizip Bani Walid zum neuen Munizip Misrata vereinigt wurde sowie im Osten Gebiete vom Munizip Surt erhielt. 2003 umfasste das kleinere Munizip 360.521 Menschen und 2.770 km². Im Norden grenzte das ehemalige Munizip an das Mittelmeer, auf dem Land grenzte es an die Munizipien Surt im Süden, Bani Walid im Südwesten, Tarhuna wa Msallata im Westen und Tadschura’ wa-n-Nawahi al-Arbaʿ im Nordwesten

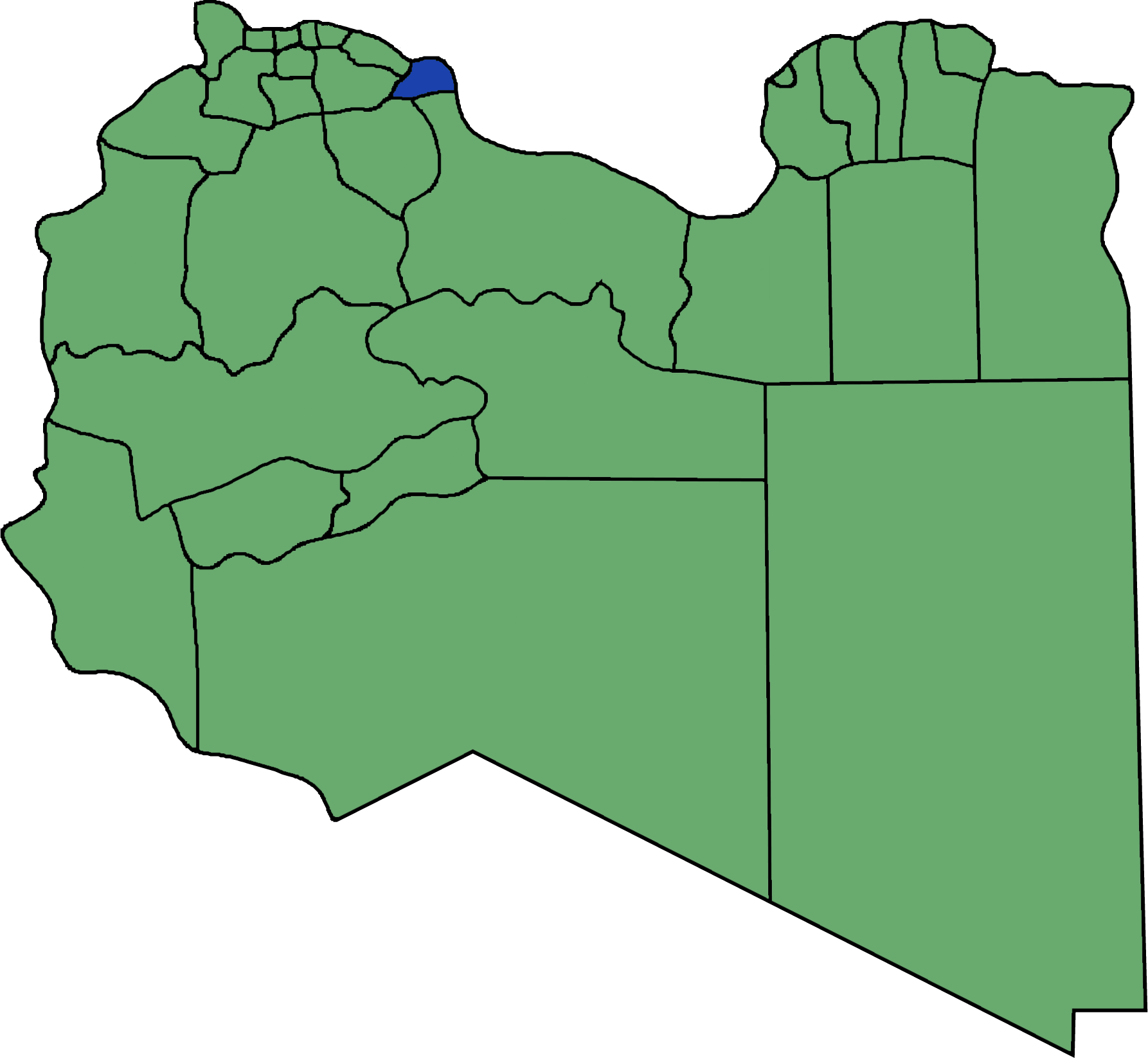
Munizip Misratah bis 2007
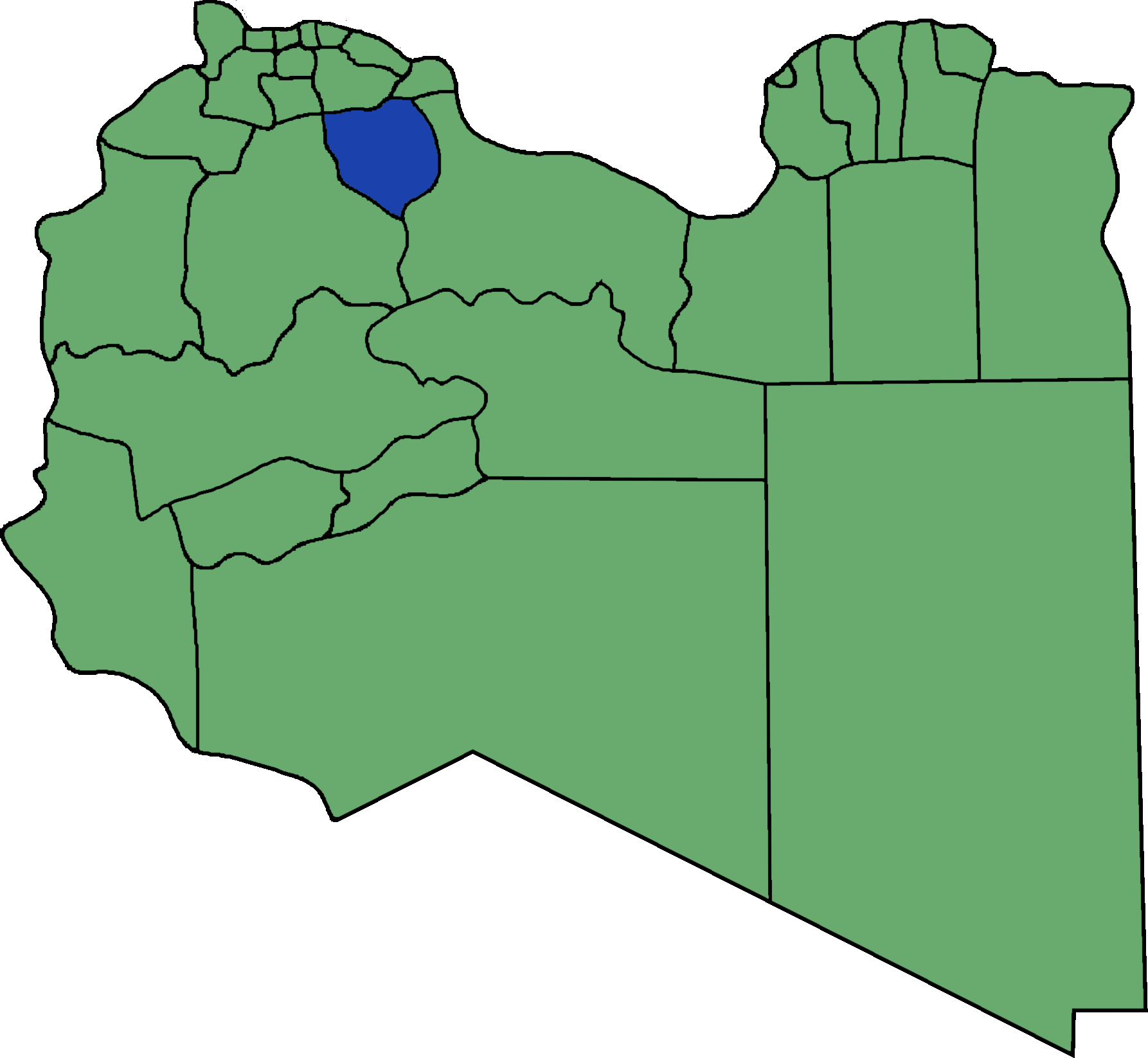
Munizip Bani Walid bis 2007